# Rec de Cal Garcia
El rec de Cal Garcia és una séquia de Llorenç del Penedès a la comarca del Baix Penedès protegida com a bé cultural d'interès local.

## Descripció
El centre de captació d'aigües és compost per un aqüeducte d'arcs rebaixats que transporta l'aigua des del lloc on surt a la superfície fins a la bassa, travessant la torre. Les aigües de l'aqüeducte provenen de la serra de Pla de Manlleu i corren per sota terra fins a arribar a l'aqüeducte. La torre, adossada a l'aqüeducte, està formada per dues plantes, cadascuna de les quals presenta diverses finestres i és rematada per una barana. Mitjançant l'escalinata de la torre s'accedeix al segon pis on una porta amb llinda mena a la gran bassa de forma quadrangular. La torre presenta a la part alta dos rellotges de sol. Està fet de paredat alternat amb maó.

## Història
Aquest nucli és en una finca de Cal Garcia propera al poble. Les aigües que hi són recollides provenen d'una mina de les serres properes al poble (Serra de Pla de Manlleu) i d'un pou a uns metres. L'aigua és conduïda per l'aqüeducte i per la bomba del pou fins a una gran bassa de 2,5 metres de fondària per 13,20 m de llargada. Va ser construïda per la família Garcia, propietària dels terrenys, que eren arrendats a diversos hortolans. Una placa commemorativa en recorda la construcció: «Lo ha fet construir D. Xavier Garcia en lo any 1861». Servia per a regar les propietats on es conreava el farratge pels cavalls de la quadra Garcia.